# ياكوب ليندبرغ
جاكوب ليندبرغ (بالسويدية: Jakob Lindberg)‏ هو عازف آلة وترية ‏ وموسيقي سويدي، ولد في 16 أكتوبر 1952 في السويد.

## وصلات خارجية
- الموقع الرسمي
- ياكوب ليندبرغ على موقع ميوزك برينز (الإنجليزية)
- ياكوب ليندبرغ على موقع أول ميوزيك (الإنجليزية)
- ياكوب ليندبرغ على موقع ديسكوغز (الإنجليزية)